# Nueva Carrara
Nueva Carrara es una localidad uruguaya del departamento de Maldonado, que forma parte del municipio de Pan de Azúcar.

## Historia
El yacimiento  de caliza de Nueva Carrara cuenta con una muy larga y rica historia, al punto tal de que se han encontrado referencias sobre él en cartas de Don Bernardo Muñoz de Amador a la Casa Real de la Moneda de España, de fecha 21 de julio de 1749, y del Coronel de Dragones D. Miguel A. De Escurucher al Gobernador D. José de Andonacgui, del 29 de noviembre de 1751.
Su explotación puede rastrearse hasta el año 1847, cuando la Calera de la Aguada (Villemur Hnos.) se proveía de Cantera Burgueño, de la materia prima necesaria para sus hornos.
En 1859 fueron talladas en mármoles extraídos de ella, columnas de una pieza, destinadas a la fachada del Banco de Londres & Río de la Plata, ubicado en la calle Zabala entre Rincón y 25 de mayo, de la ciudad de Montevideo. La Calera del Cordón (Kellog & Cía), creada en 1891, destacaba la calidad de sus calizas, abasteciéndose en exclusividad de la Cantera Burgueño.
En 1900, los hermanos Fabini fundaron la Compañía de Materiales de Construcción y adquirieron la Cantera Burgueño, convirtiéndose en uno de los principales proveedores del país de calizas y mármoles, llegando incluso a exportar a la Argentina.
Instalaron un taller de corte, lustrado, torneado y esculpido de mármoles, y en 1908 se les adjudicó la licitación por el suministro para la obra del Palacio Legislativo.
La Compañía Nacional de Materiales de Construcción contaba con instalaciones en la ciudad de Montevideo. Más concretamente, el edificio se encuentra en las inmediaciones de la Estación de ferrocarril Bella Vista. En el Libro del Centenario del Uruguay de 1825-1925 se incorporaron fotografías de dicho taller debido a que fue aquí donde se trabajó el mármol destinado al Palacio Legislativo. El edificio aún se encuentra en pie en la intersección de las calles José Nasazzi y Eduardo D. Carbajal.
A comienzos del año 2017 el Centro de Fotografía de Montevideo ("CdF") presentó una fotogalería (empleando el acervo del Archivo de la Imagen y la Palabra del SODRE)en Trouville, que incorporó fotografías sobre las canteras, el taller, los trabajos en mármol y la construcción del Palacio Legislativo.
Hasta 1925, cuando terminó la construcción del edificio, brindaron trabajo a más de 1000 operarios, generando una interesante corriente migratoria de canteristas y talladores italianos.
En 1937 la Compañía de Materiales de Construcción vendió el yacimiento a la Compañía Nacional de Cementos S.A., que ha dado continuidad a la explotación, hasta nuestros días.

## Ubicación
La localidad se encuentra ubicada en la zona suroeste del departamento de Maldonado, al oeste de ruta 60, al norte de la ciudad de Pan de Azúcar, y próximo a las costas del arroyo Pan de Azúcar, al oeste del mismo. Dista 7 km de la ciudad de Pan de Azúcar.

## Características
La localidad de Nueva Carrara se originó debido a la explotación de mármoles y piedra caliza. Su nombre hace referencia a la similitud entre los mármoles extraídos en la zona y
los de Carrara en Italia. Las principales actividades económicas de la zona son la ganadería y agricultura extensiva, mientras que la minería se desarrolla en pequeña proporción.

## Población
La localidad cuenta con una población de 163 habitantes, según el censo del año 2023.
| 282           | 65 | 173 | 147 | 118 | 156 | 163 |
| (Fuente: INE) |    |     |     |     |     |     |